# Ferdinand von Quast

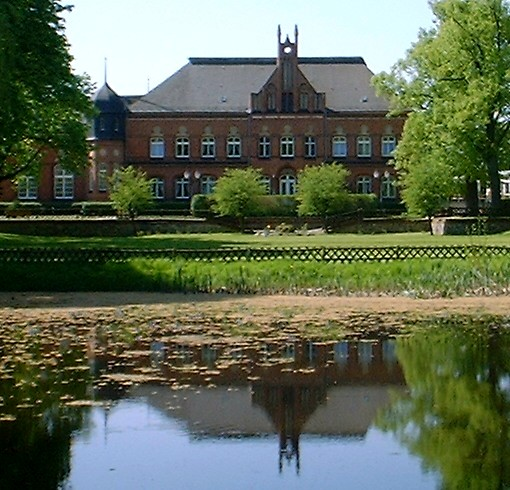
F. Quast: pałac w Radensleben

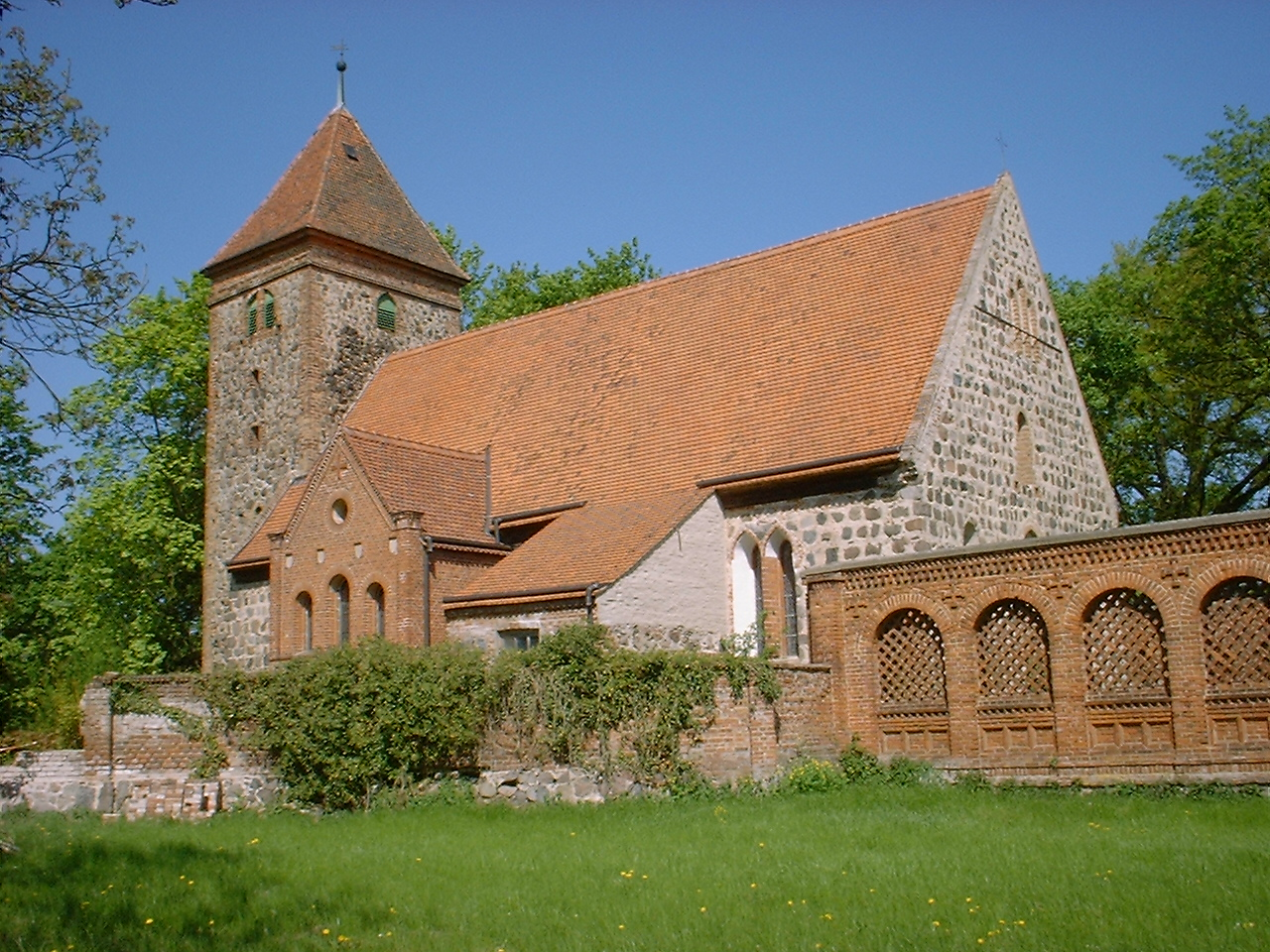
F. Quast: kościół w Radensleben

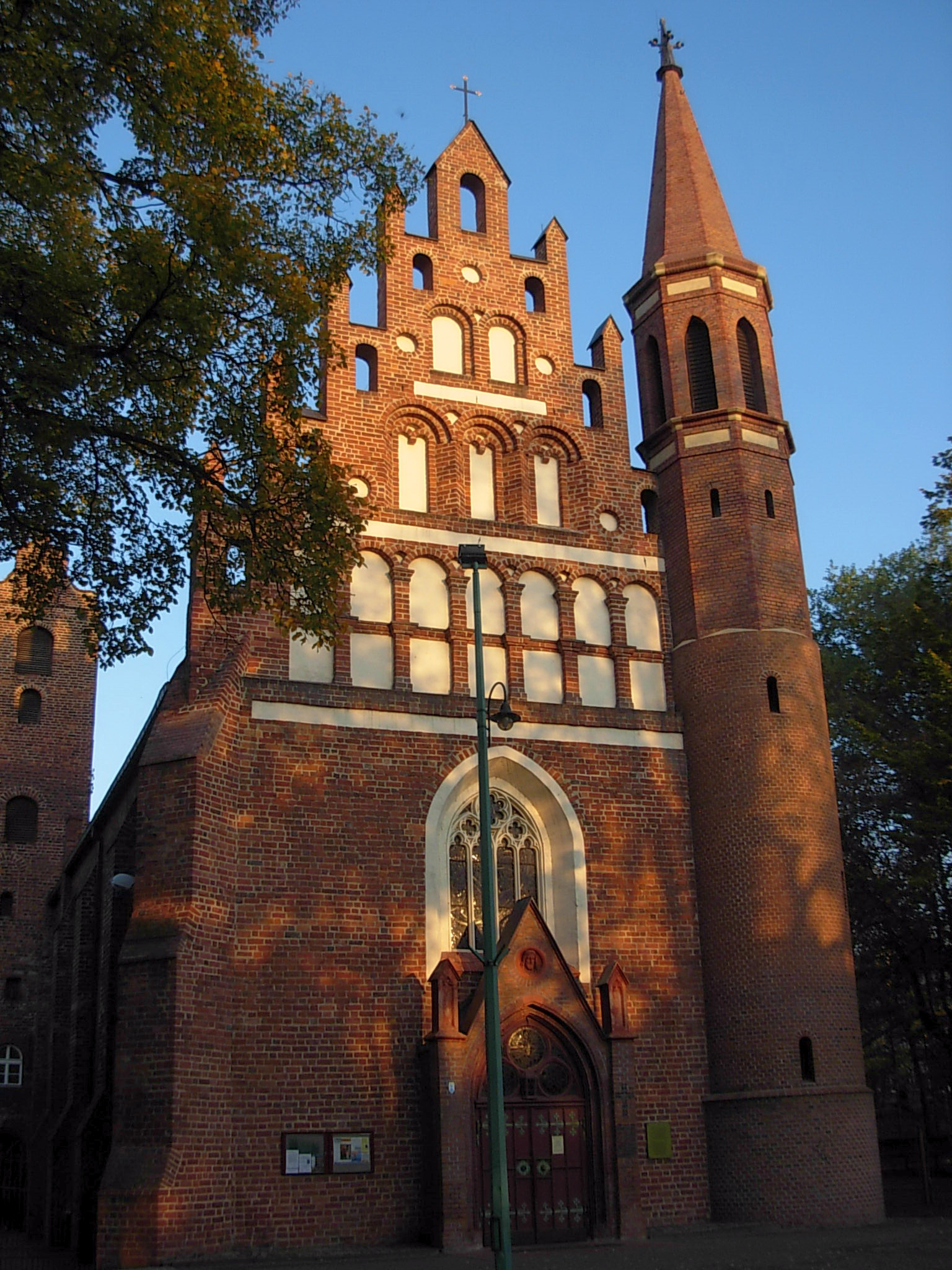
F. Quast: kościół pobernardyński w Bydgoszczy (przebudowa)

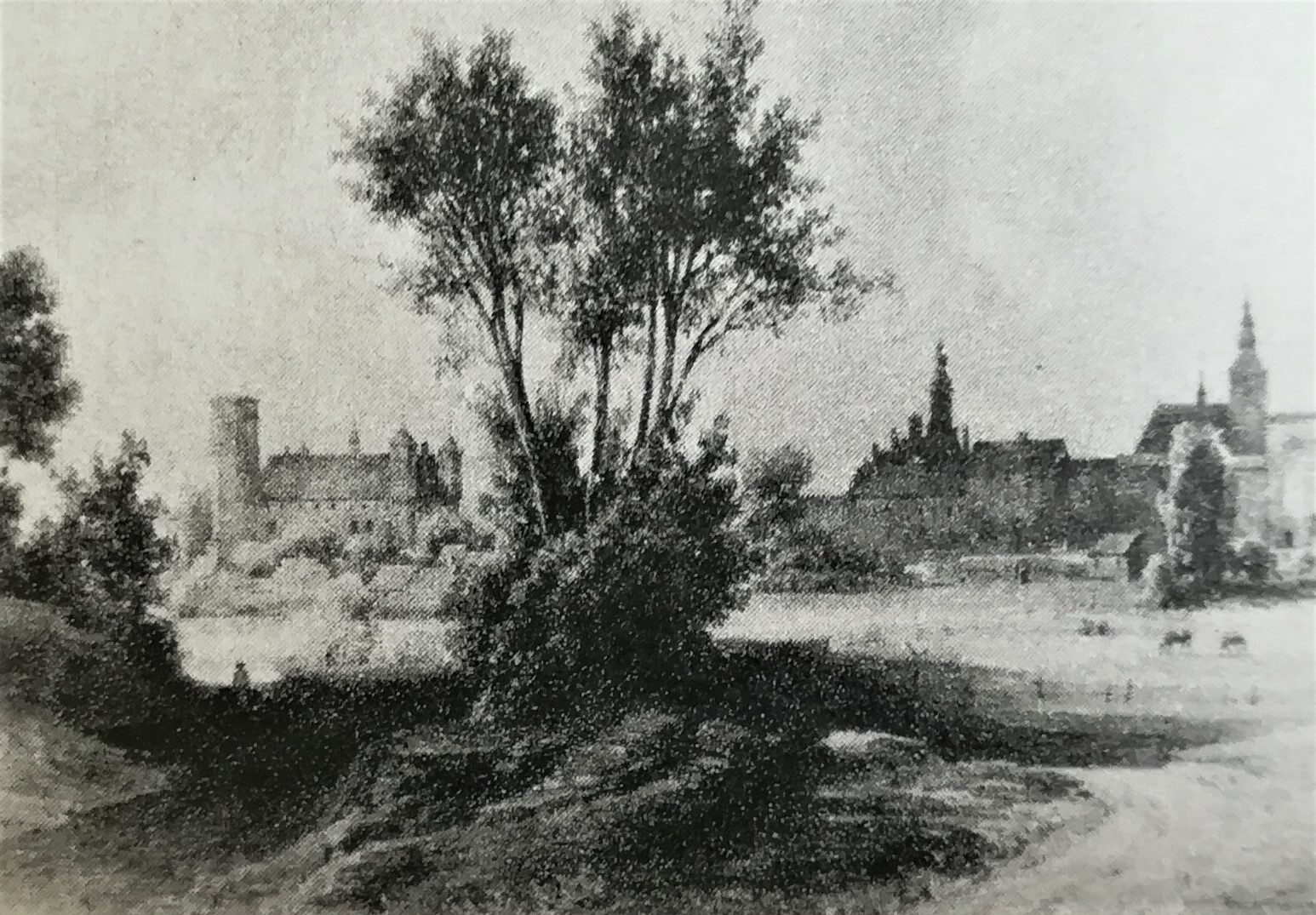
Litografia Lidzbarka Warmińskiego według rysunku von Quasta z 1848

Ferdinand von Quast (ur. 23 czerwca 1807 w Radensleben koło Neuruppin, zm. 11 marca 1877 tamże) – niemiecki architekt i konserwator zabytków, pierwszy pruski królewski konserwator zabytków.

## Życiorys
Ferdinand von Quast urodził się 23 czerwca 1807 jako syn Wilhelma i Charlotty von Rohr w majątku rodowym Radensleben, niedaleko Neuruppin, w Brandenburgii. Po ukończeniu gimnazjum w latach 1825–1827 studiował na Uniwersytecie i Akademii Sztuki w Berlinie. Był uczniem Karla Friedricha Schinkla oraz podopiecznym architekta Friedricha Augusta Stülera. Wyjeżdżał do Niderlandów, Italii i Francji, gdzie zajmował się studiami nad architekturą i sztuką antyku i średniowiecza.
W 1843 został pierwszym królewskim konserwatorem zabytków w Prusach, który to urząd piastował aż do śmierci. Pozostawione listy świadczą, iż mimo braku czasu, miał emocjonalny stosunek do rodziny, żony i siedmiorga dzieci. Zmarł 11 marca 1877 w swym majątku rodowym w Radensleben.

### Królewski Konserwator Zabytków w Prusach
Przyjmuje się, iż sam urząd Królewskiego Konserwatora Zabytków był także pomysłem von Quasta, który przekonał króla argumentami mówiącymi o korzyściach płynących z ochrony zabytków. Niemniej jednak wpływ na rozwój sytuacji oraz poczucie narodowe, iż zabytki są emocjonalną własnością wszystkich, którzy się do nich poczuwają miały także wcześniejsze wydarzenia. W 1803 młody poeta Max von Schenkendorf, widząc dewastowanie krzyżackiego zamku w Malborku przez stacjonujący tam garnizon opisał krzywdę wyrządzaną zabytkom jako wyrządzaną mu osobiście. Ówczesny król Fryderyk Wilhelm III, po przeczytaniu wystąpienia von Schenkendorfa i zasięgnięciu opinii doradców, nakazał przeniesienie magazynu wojskowego w inne miejsce i oddanie zamku w ręce konserwatorów.
1 lipca 1843 von Quast został mianowany przez Fryderyka Wilhelma IV Królewskim Konserwatorem Zabytków w Prusach, który to urząd piastował aż do śmierci. Był pierwszą osobą powołaną na to stanowisko, gdyż do tej pory konserwacją zabytków w Prusach zajmowali się nie konserwatorzy, lecz czynni architekci. Osobiście uważał, że zabytki należy traktować jako pamiątki, nie jednej nacji, ale wspólne europejskie dziedzictwo. Był pionierem opieki nad zabytkami i inwentaryzacji zabytków, na których potrzeby opracował, złożony z 99 punktów, formularz inwentaryzacyjny zabytków.
Konserwatorską opieką objął wiele regionów dzisiejszej Polski: Śląsk, Prusy Wschodnie, Pomorze oraz prawie całą Wielkopolskę. Na terenie Zaboru pruskiego współpracował z władzami lokalnymi oraz tzw. towarzystwami wyższej użyteczności jak powstałe w 1854 w Toruniu Coppernicus-Verein für Wissenschaft und Kunst, Towarzystwo Przyjaciół Nauk w Poznaniu z 1857 czy Stowarzyszenie Historyczne Warmii (niem. Historischer Verein für Ermland).
W Wielkopolsce przebywał po raz pierwszy w 1839 a następne wizyty złożył w 1841 i 1844. W tym regionie wykazywał szczególne zainteresowanie romańskimi budowlami z kamienia czy gotyckimi zabytkami z nawarstwieniem innych stylów. Jego działalność przejawiła się w rysunkach jakie tam wykonał, m.in.: widok kościoła św. Marcina oraz fasady trzech mieszczańskich kamienic przy Starym Rynku W Poznaniu (1841), panorama Grodziska Wlkp. (1841), kościół bernardynów i kościół klarysek w Bydgoszczy (1844), wieża ratuszowa w Inowrocławiu, romańska kolegiata i Mysia Wieża z ruinami zamku w Kruszwicy. Ponadto dokonał również szkicowej inwentaryzacji ruin kościoła romańskiego w Łabiszynie.
Natomiast działalność konserwatorska jak nadzór czy wytyczne konserwacji zabytków, w Wielkopolsce zaowocowała restauracją kolegiaty NMPanny na Ostrowie Tumskim w Poznaniu (1860–1862) czy kościoła bernardynów w Bydgoszczy (1864–1865). Po śmierci von Quasta odrestaurowano także według jego wytycznych rotundę św. Prokopa w Strzelnie (1892).
Ferdinand von Quast także szczególne zamiłowanie okazywał zabytkom Warmii, gdzie kilkakrotnie przyjeżdżał jeszcze przed objęciem urzędu konserwatora, po raz pierwszy w 1842. Przy inwentaryzacji, opiece i konserwacji tutejszych zabytków współpracował z elitami kulturalnymi, wśród których było Stowarzyszenie Historyczne Warmii. Około 1850 pracował przy restauracji zamków w Malborku oraz w Lidzbarku Warmińskim. Wówczas stan zamku w Lidzbarku Warmińskim był katastrofalny. Von Quast uratował „tę malowniczą ruinę”, jak wówczas mówiono, od całkowitego zniszczenia. Natomiast na zamku w Malborku prace badawcze i restauratorskie trwały do roku 1874, a sam Ferdinand kierował nimi w latach 1851–1852. Owocem pobytu von Quasta na Warmii są rysunki i litografie kościołów i zamków z Lidzbarka Warmińskiego, Reszla, Dobrego Miasta, Ornety, Fromborka, Braniewa, Olsztyna, Jezioran, Barczewa i Kiwit. Teczka z pracami von Quasta poświęcona Warmii posiada nazwę „Denkmale der Baukunst im Ermeland” (Zabytki architektury na Warmii). Praca ta była wydana jako pierwsza i jedyna z zaplanowanej przez von Quasta serii Zabytki architektury w Prusach. Podstawę tego dzieła stanowią wielkoformatowe litografie ukazujące sielskie widoki warmińskich zabytków oraz techniczne rysunki pomiarowe.
Ferdinand von Quast wielokrotnie przebywał również w Gdańsku i tam angażował się w ochronę licznych miejscowych zabytków: Bramy Wyżynnej, Dworu Bractwa św. Jerzego czy Zbrojowni. Tam też był członkiem stowarzyszenia działającego na rzecz ochrony gdańskich zabytków, założonego przez Johanna Karla Schultza w 1856.
Podczas kilkudziesięcioletniej działalności konserwatorskiej oraz licznych wyjazdów studyjnych von Quast swoje obserwacje zabytków utrwalił na wielu szkicach i opisach, które przechowywał w swoim prywatnym archiwum w rodzinnych dobrach rodowych w Brandenburgii. Aktualnie wiele jego szkiców znajduje się w Zbiorach Rysunków Architektonicznych Politechniki w Berlinie.

## Wystawa „Widoki z Warmii”
Od 2006 w wielu muzeach w północnej Polsce można obejrzeć wystawę „Widoki z Warmii”. Wystawa została przygotowana przez Muzeum Warmii i Mazur w Olsztynie oraz Stowarzyszenie Historyczne Warmii (niem. Historischer Verein für Ermland). Autorami wystawy głównej w Olsztynie są: prof.dr. Christofer Herrmann, Andrzej Rzempołuch i Krystyna Wojtaszek-Markunas. Wystawa prezentuje, wykonane przez Ferdinanda von Quasta, litografie i rysunki techniczne przedstawiające Warmię i jej zabytki. Początkowo prezentowana była w Muzeum Warmii i Mazur w Olsztynie, natomiast do tej pory była pokazywana także w innych miejscach, m.in. w Dom Uphagena w Gdańsku, sali wystaw czasowych na Zamku Wysokim w Malborku czy w Muzeum w Ostródzie.